# Max Miller (comico)
Max Miller, pseudonimo di Thomas Henry Sargent (Brighton, 21 novembre 1894 – Brighton, 7 maggio 1963), è stato un comico e attore britannico.

## Biografia
Nacque da una famiglia povera a Brighton sul finire dell'Ottocento. Lasciata la scuola a 12 anni passò l'adolescenza e la prima giovinezza senza un reale lavoro finché lo scoppio della prima guerra mondiale non lo portò al fronte facendogli scoprire la propria vocazione per lo spettacolo. Sotto le armi iniziò a muovere i primi passi con l'intrattenimento delle truppe e a conflitto finito inizia a lavorare come cantante nei music-hall. Nella prima metà del 1920 iniziò a costruirsi una carriera occupandosi anche di comporre e scrivere le canzoni che lo porteranno al successo insieme al suo stile acido, malizioso e cinicamente perspicace unito a costumi decorati a sgargianti motivi floreali. La sua carriera teatrale arrivò a coprire circa trent'anni, essendo iniziata negli anni venti e terminata entro la fine degli anni cinquanta. Dal 1933 al 1942 interpretò una quindicina di film che nulla aggiunsero al suo già brillante curriculum.
Nel 1958 viene colpito da un attacco di cuore ed un altro gli è fatale nel 1963.

## Filmografia
- Channell Crossing, regia di Milton Rosmer (1933)
- Friday the Thirteenth, regia di Victor Saville (1933)
- Princess Charming, regia di Maurice Elvey (1934)
- Things Are Looking Up, regia di Albert de Courville (1935)
- Get Off My Foot, regia di William Beaudine (1935)
- Educated Evans, regia di William Beaudine (1936)
- Don't Get Me Wrong, regia di Reginald Purdell e Arthur B. Woods (1937)
- Take It from Me, regia di William Beaudine (1937)
- Thank Evans, regia Roy William Neill (1938)
- Everything Happens to Me, regia di Roy William Neill (1938)
- Hoot Mon!, regia di Roy William Neill (1940)
- The Good Old Days, regia di Roy William Neill (1940)
- Asking for Trouble, regia di Oswald Mitchell (1942)